# 日夫里莱卢瓦西
日夫里莱卢瓦西（法語：Givry-lès-Loisy，法語發音：[ʒivʁi lɛ lwazi]，意为“卢瓦西附近的日夫里”）是法国马恩省的一个市镇，属于香槟沙隆区。

## 地理
日夫里莱卢瓦西（48°53'32"N, 3°54'38"E）面积5.05 平方千米，位于法国大東部大區马恩省，该省份为法国东北部内陆省份，北起阿登省，西北接埃纳省，西南接塞纳-马恩省，南至奥布省，东南接上马恩省，东临默兹省。
与日夫里莱卢瓦西接壤的市镇（或旧市镇、城区）包括：埃特雷希、布里地区卢瓦西、苏利耶尔、韦尔-土伦、布朗科托。

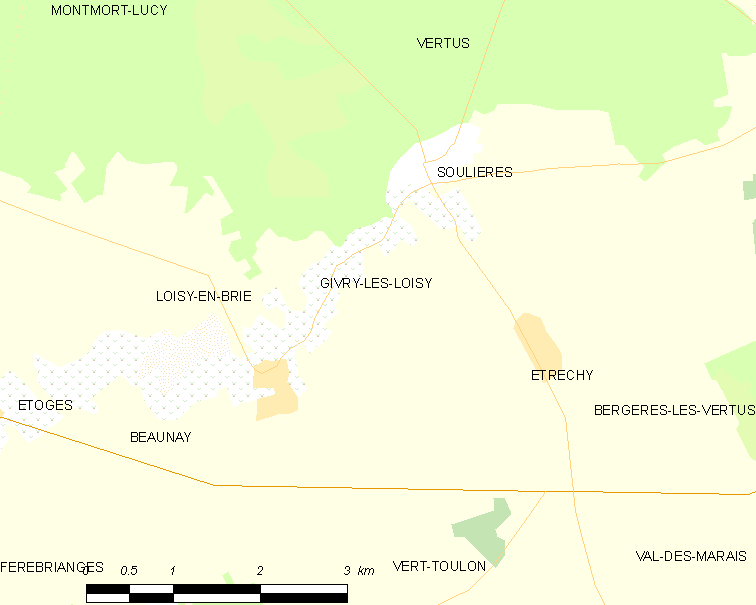
日夫里莱卢瓦西的OSM定位图

日夫里莱卢瓦西的时区为UTC+01:00、UTC+02:00（夏令时）。

## 行政
日夫里莱卢瓦西的邮政编码为51130，INSEE市镇编码为51273。

## 政治
日夫里莱卢瓦西所属的省级选区为韦尔蒂-香槟平原县。

## 人口

1962-2008年间日夫里莱卢瓦西人口变化图示

日夫里莱卢瓦西于2022年1月1日时的人口数量为73人。